# Grand Prix automobile de Bahreïn 2021
GP précédent GP suivant
Le Grand Prix automobile de Bahreïn 2021 (2021 Formula 1 Gulf Air Bahrain Grand Prix), disputé le 28 mars 2021,  sur le circuit international de Sakhir à Sakhir est la 1036e du championnat du monde de Formule 1 courue depuis 1950. Il s'agit de la 18e édition du Grand Prix de Bahreïn comptant pour le championnat du monde de Formule 1 et de la première manche du championnat 2021. L'épreuve disputée à Sakhir devient la première manche des 23 Grands Prix prévus cette année après que le traditionnel Grand Prix d'ouverture à Melbourne a été reportée au mois de novembre 2021 dans le contexte de la Pandémie de Covid-19. 
Contrairement à 2020, où les deux courses à Sakhir ont été disputées à huis clos, cette édition accueille du public, de façon réduite et sous réserve que les spectateurs admis dans les tribunes soient « complètement vaccinés » contre le Covid-19 ou qu'ils apportent la preuve de leur immunisation ; le port du masque est par ailleurs obligatoire.
Les bonnes dispositions affichées par la Red Bull RB16B lors des essais hivernaux, deux semaines plus tôt sur la même piste, se confirment : Max Verstappen domine les trois séances d'essais libres puis réalise les meilleurs temps des trois secteurs lors de sa dernière tentative dans la troisième phase des qualifications pour obtenir la quatrième pole position de sa carrière. Sur la première ligne, il repousse Lewis Hamilton à près de quatre dixièmes de seconde. Le pilote néerlandais obtient sa deuxième pole position consécutive, puisqu'il était parti en tête en conclusion de la saison 2020 à Abou Dabi. Depuis le début de l'ère des moteurs hybrides, en 2014, les Mercedes n'avaient jamais été battues dans cet exercice lors du Grand Prix d'ouverture ; la nouvelle réglementation technique, avec rabotage du fond plat au niveau des roues arrière, semble poser des problèmes de stabilité à la Mercedes W12. En deuxième ligne, derrière Valtteri Bottas, Charles Leclerc au volant de sa Ferrari SF21, se hisse en quatrième position. Pierre Gasly confirme les promesses de l'AlphaTauri AT02 en se qualifiant cinquième, devant la McLaren MCL35M de Daniel Ricciardo dont le coéquipier Lando Norris occupe la quatrième ligne avec Carlos Sainz. Pour son retour en Formule 1, Fernando Alonso accède à la Q3 et réalise le neuvième temps, emmenant son Alpine A521 en cinquième ligne devant Lance Stroll au volant de l'Aston Martin AMR21 British Racing Green. Pour sa première course avec Red Bull, Sergio Pérez se classe onzième sur la grille de départ.
Lewis Hamilton commence la saison 2021 comme il a achevé les quatre précédentes : en tête du championnat pilotes. Il remporte la quatre-vingt-seizième victoire de sa carrière au terme d'un combat mené tout du long face à Max Verstappen, grâce à une stratégie décalée (le septuple champion du monde et son stand réussissant deux fois l'undercut) et malgré un dépassement du pilote néerlandais à trois tours de l'arrivée, terminé hors piste. Verstappen, qui roule ainsi en tête jusqu'au dix-septième tour, s'arrête trois boucles après son rival et lui laisse les commandes. S'il repasse devant au vingt-huitième tour, quand Hamilton procède à son second arrêt, il repart huit secondes derrière quand il ressort des stands au quarantième tour après avoir changé ses pneus pour la deuxième fois. Avec ces pneus plus frais, il lui faut dix boucles pour revenir sur la Mercedes et il peut utiliser son aileron arrière mobile à partir du cinquante-et-unième passage. Deux tours plus tard, il attaque Hamilton dans le virage no 4, le dépasse par l'extérieur mais met ses quatre roues au-delà du vibreur. Immédiatement, la direction de course intime l'ordre de rendre la position, message relayé par son écurie ; Verstappen s'exécute dans la foulée. Alors qu'il lui reste trois tours pour tenter de s'imposer, ses pneus perdent de l'efficacité ; glissant de l'arrière, il ne peut empêcher Hamilton de remporter l'épreuve pour 7 dixièmes de seconde et d'établir le nouveau record du nombre total de tours en tête détenu depuis 2007 par Michael Schumacher avec qui il partage désormais le record de 15 années consécutives avec au moins une victoire. Helmut Marko révèle par la suite que Max Verstappen a souffert d'un problème de différentiel qui lui aurait coûté trois dixièmes de seconde au tour, ce qui l'aurait empêché de creuser suffisamment d'écart pour ne pas subir les undercuts de Hamilton et de son écurie.  
Bien loin de ce « combat des chefs », Valtteri Bottas monte sur la troisième marche du podium ; sa position assurée, il chausse des pneus neufs et réalise le meilleur tour en course dans la dernière boucle. Pour la quatorzième fois, les mêmes pilotes sont dans le trio de tête. Lando Norris dépasse Charles Leclerc dans le neuvième tour et conserve cette quatrième place jusqu'au bout. Repoussé en queue de peloton après s'être élancé de la voie des stands (son moteur ayant coupé dans le tour de formation), Sergio Pérez remonte jusqu'à la cinquième place en dépassant Leclerc à quatre tours de l'arrivée ; il est élu pilote du jour. La bagarre pour les points est intense au sein du peloton, avec de nombreuses passes d'armes impliquant notamment trois champions du monde, Fernando Alonso, Sebastian Vettel et Kimi Räikkönen. La course de Pierre Gasly est ruinée dès le troisième tour quand il percute Daniel Ricciardo et détruit son aileron avant ; il termine dix-septième. Le pilote australien résiste à Carlos Sainz pour le gain de la septième place, Yuki Tsunoda marque deux points dès sa première course et laisse l'unité restante à Lance Stroll en le dépassant dans le dernier tour. Alonso ne finit pas la course à cause d'un problème de surchauffe de ses freins. 
Le premier classement du championnat pilotes est celui de la course. Pérez, Sainz et Ricciardo marquent leurs premiers points avec leurs nouvelles écuries respectives. Mercedes, Red Bull, McLaren et Ferrari se placent dans cet ordre au classement constructeurs avec leurs deux pilotes dans les points. Aston Martin marque le premier point de son histoire en Formule 1, puisque sa participation sous ce nom en 1959 et 1960 ne s'était pas traduite par un résultat primé.

## Pneus disponibles
| Pneus pour piste sèche | Pneus pour piste sèche | Pneus pour piste sèche | Pneus pluie    | Pneus pluie |
| ---------------------- | ---------------------- | ---------------------- | -------------- | ----------- |
| Durs (Type C2)         | Medium (Type C3)       | Tendres (Type C4)      | Intermédiaires | Pluie       |

## Essais libres

### Première séance, le vendredi de 14 h 30 à 15 h 30
| Pos. | Pilote          | Voiture          | Chrono         | Écart     |
| ---- | --------------- | ---------------- | -------------- | --------- |
| 1    | Max Verstappen  | Red Bull-Honda   | 1 min 31 s 394 |           |
| 2    | Valtteri Bottas | Mercedes         | 1 min 31 s 692 | + 0 s 298 |
| 3    | Lando Norris    | McLaren-Mercedes | 1 min 31 s 897 | + 0 s 503 |
| 4    | Lewis Hamilton  | Mercedes         | 1 min 31 s 921 | + 0 s 527 |
| 5    | Charles Leclerc | Ferrari          | 1 min 31 s 993 | + 0 s 599 |
| 6    | Sergio Pérez    | Red Bull-Honda   | 1 min 32 s 071 | + 0 s 677 |

### Deuxième séance, le vendredi de 18 h à 19 h
| Pos. | Pilote           | Voiture          | Chrono         | Écart     |
| ---- | ---------------- | ---------------- | -------------- | --------- |
| 1    | Max Verstappen   | Red Bull-Honda   | 1 min 30 s 847 |           |
| 2    | Lando Norris     | McLaren-Mercedes | 1 min 30 s 942 | + 0 s 095 |
| 3    | Lewis Hamilton   | Mercedes         | 1 min 31 s 082 | + 0 s 235 |
| 4    | Carlos Sainz Jr. | Ferrari          | 1 min 31 s 127 | + 0 s 280 |
| 5    | Valtteri Bottas  | Mercedes         | 1 min 31 s 218 | + 0 s 371 |
| 6    | Daniel Ricciardo | McLaren-Mercedes | 1 min 31 s 230 | + 0 s 383 |

### Troisième séance, le samedi de 15 h à 16 h
| Pos. | Pilote           | Voiture          | Chrono         | Écart     |
| ---- | ---------------- | ---------------- | -------------- | --------- |
| 1    | Max Verstappen   | Red Bull-Honda   | 1 min 30 s 577 |           |
| 2    | Lewis Hamilton   | Mercedes         | 1 min 31 s 316 | + 0 s 739 |
| 3    | Pierre Gasly     | AlphaTauri-Honda | 1 min 31 s 583 | + 1 s 006 |
| 4    | Valtteri Bottas  | Mercedes         | 1 min 31 s 855 | + 1 s 278 |
| 5    | Sergio Pérez     | Red Bull-Honda   | 1 min 31 s 908 | + 1 s 331 |
| 6    | Carlos Sainz Jr. | Ferrari          | 1 min 32 s 108 | + 1 s 531 |

## Séance de qualifications

### Résultats des qualifications
| Pos.                                                                                      | Pilote             | Écurie                | Qualifications 1 | Qualifications 2 | Qualifications 3 |
| ----------------------------------------------------------------------------------------- | ------------------ | --------------------- | ---------------- | ---------------- | ---------------- |
| 1                                                                                         | Max Verstappen     | Red Bull-Honda        | 1 min 30 s 499   | 1 min 30 s 318   | 1 min 28 s 997   |
| 2                                                                                         | Lewis Hamilton     | Mercedes              | 1 min 30 s 617   | 1 min 30 s 085   | 1 min 29 s 385   |
| 3                                                                                         | Valtteri Bottas    | Mercedes              | 1 min 31 s 200   | 1 min 30 s 186   | 1 min 29 s 586   |
| 4                                                                                         | Charles Leclerc    | Ferrari               | 1 min 30 s 691   | 1 min 30 s 010   | 1 min 29 s 678   |
| 5                                                                                         | Pierre Gasly       | AlphaTauri-Honda      | 1 min 30 s 848   | 1 min 30 s 513   | 1 min 29 s 809   |
| 6                                                                                         | Daniel Ricciardo   | McLaren-Mercedes      | 1 min 30 s 795   | 1 min 30 s 222   | 1 min 29 s 927   |
| 7                                                                                         | Lando Norris       | McLaren-Mercedes      | 1 min 30 s 902   | 1 min 30 s 099   | 1 min 29 s 974   |
| 8                                                                                         | Carlos Sainz Jr.   | Ferrari               | 1 min 31 s 653   | 1 min 30 s 009   | 1 min 30 s 215   |
| 9                                                                                         | Fernando Alonso    | Alpine-Renault        | 1 min 30 s 863   | 1 min 30 s 595   | 1 min 30 s 249   |
| 10                                                                                        | Lance Stroll       | Aston Martin-Mercedes | 1 min 31 s 261   | 1 min 30 s 624   | 1 min 30 s 601   |
| 11                                                                                        | Sergio Pérez       | Red Bull-Honda        | 1 min 31 s 165   | 1 min 30 s 659   |                  |
| 12                                                                                        | Antonio Giovinazzi | Alfa Romeo-Ferrari    | 1 min 30 s 998   | 1 min 30 s 708   |                  |
| 13                                                                                        | Yuki Tsunoda       | AlphaTauri-Honda      | 1 min 30 s 607   | 1 min 31 s 203   |                  |
| 14                                                                                        | Kimi Räikkönen     | Alfa Romeo-Ferrari    | 1 min 31 s 547   | 1 min 31 s 238   |                  |
| 15                                                                                        | George Russell     | Williams-Mercedes     | 1 min 31 s 316   | 1 min 33 s 430   |                  |
| 16                                                                                        | Esteban Ocon       | Alpine-Renault        | 1 min 31 s 724   |                  |                  |
| 17                                                                                        | Nicholas Latifi    | Williams-Mercedes     | 1 min 31 s 936   |                  |                  |
| 18                                                                                        | Sebastian Vettel   | Aston Martin-Mercedes | 1 min 32 s 056   |                  |                  |
| 19                                                                                        | Mick Schumacher    | Haas-Ferrari          | 1 min 32 s 449   |                  |                  |
| 20                                                                                        | Nikita Mazepin     | Haas-Ferrari          | 1 min 33 s 273   |                  |                  |
| Temps minimal à réaliser pour la qualification : 1 min 36 s 833 (107 % de 1 min 30 s 499) |                    |                       |                  |                  |                  |

### Grille de départ
- Sebastian Vettel, auteur du dix-huitième temps des qualifications, est pénalisé d'un recul de cinq places sur la grille pour non-respect des drapeaux jaunes lors de la première séance de qualification ; il s'élance de la vingtième et dernière place[8].

## Course

### Controverse sur les limites de la piste
Une note de la direction de course publiée le vendredi indique « Les limites de piste à la sortie du virage no 4 ne seront pas surveillées ». Dans les premiers temps du Grand Prix, la direction de course laisse donc Lewis Hamilton, en particulier, rouler au large dans ce virage, ce dont il ne se prive pas. L'écurie Red Bull proteste, estimant que cela lui confère un avantage d'environ deux dixièmes de seconde au tour. Vers la mi-course, son stand, pour forcer la main à la direction de course dit à Verstappen qu'il peut en faire de même. La « tour de contrôle » ne peut faire autrement que d'expliquer à Mercedes que ses pilotes seront avertis au drapeau noir et blanc (conduite antisportive) s'ils continuent à rouler au-delà des limites du virage. Finalement, Max Verstappen perd l'occasion de gagner quand il dépasse Hamilton au cinquante-troisième tour en terminant sa manœuvre au-delà du vibreur dans cette même courbe. L'ordre lui est immédiatement intimé de rendre la position et il s'exécute, laissant Hamilton s'imposer, d'où un début de polémique, vite éteinte. 
Toutefois, Toto Wolff remarque « Au début de la course, il a été dit que les limites de piste dans le virage no 4 ne seraient pas sanctionnées puis, dans la course, nous avons soudainement entendu que si vous continuiez à courir large, cela serait perçu comme un avantage et pourrait entraîner une pénalité potentielle. Et puis à la fin, cette décision nous a fait gagner la course. Max est parti au large dans la définition du directeur de course, gagnant un avantage, il a dû rendre la position et cela a sauvé notre victoire. Nous devons donc être cohérents dans la manière dont les messages sont transmis. Ils doivent être clairs, ils doivent être sacrés et non un roman de Shakespeare qui laisse place à l'interprétation. Je pense que l'apprentissage de cela doit être simple afin que tout le monde puisse le comprendre et que les pilotes n'aient pas besoin de transporter le document dans la voiture pour le lire et se rappeler ce qui est réellement autorisé et ce qui ne l'est pas. »
Christian Horner va dans le même sens : « Ça a été frustrant. Nous voyions bien que dès qu'elles commençaient à pousser fort, les Mercedes sortaient au large dans cette partie de la piste. Nous avons questionné le contrôle de la course en leur disant : si c'est le cas, est-ce qu'on peut le faire nous aussi ? C'était une bataille serrée, il y a un avantage de deux dixièmes de seconde en utilisant cette partie de la piste, donc Mercedes l'a fait tour après tour. La direction de la course leur a ensuite demandé de respecter les limites sinon ils auraient un drapeau noir et blanc. Il est clair que Max est passé au large à cet endroit. Avec cette histoire de limites en piste, il y aura toujours des contentieux. Il nous faut une situation constante. Vous ne pouvez pas dire, c'est OK  en course mais vous ne pouvez pas le faire pour dépasser. Cela devrait être noir ou blanc, et pas dans les nuances de gris. »
Emanuele Pirro, commissaire-pilote de la FIA durant le weekend estime que Max Verstappen aurait pu prendre la décision de ne pas rendre sa place et gagner avec cinq secondes de pénalité : « Un directeur de course n'obligera jamais rien - il ne peut que le suggérer. Verstappen a rendu la place et nous n'avons plus eu à nous occuper de l'affaire. Si Verstappen n'avait pas rendu la position, il aurait reçu un maximum de cinq secondes de pénalité. » L'Italien précise ses propos ainsi : « Michael Masi avait averti les équipes : toutes les excursions hors du virage no 4 seront rapportées aux commissaires si elles apportent un avantage répété ou durable. Les mots "répété" et "durable" sont intéressants et expliquent pourquoi Hamilton a été averti en premier lieu. Hamilton a commencé à rouler hors piste à cet endroit trop souvent, gagnant à plusieurs reprises un avantage au chronomètre. C'est ce qu'il cherchait. Michael Masi, la seule personne autorisée à parler aux équipes, a appelé Mercedes et les a prévenus : si ça continue comme ça, ils auront un drapeau noir et blanc, un avertissement qui précède une éventuelle sanction. Bien sûr, Hamilton s’est arrêté immédiatement et c'était la fin de cette histoire. »
Max Verstappen, pendant le tour d'honneur, demande à son stand d'expliquer leur décision de rendre sa position à Hamilton : « J'aurais préféré perdre la victoire comme ça plutôt que finir deuxième de cette façon. » Son stand répond qu'il s'agissait d'une « instruction » de la direction de course.
Ce problème est dû à la nature de la piste qui, à Sakhir, est asphaltée au-delà des limites fixées par les vibreurs. Ce n'est pas le cas pour tous les circuits ; par exemple, à Imola où se tient la deuxième manche du championnat 2021, la présence de gazon au-delà des limites rend impossible leur franchissement
Enfin, ce n'est pas que cet épisode qui a coûté la victoire à Max Verstappen. En effet, Helmut Marko révèle après coup que les deux RB16B ont souffert d'un problème de différentiel. « Dans le secteur 1, nous avons perdu jusqu'à trois dixièmes par tour. C'était la même chose pour Sergio Pérez, d'ailleurs », explique-t-il, le problème entraînant un phénomène de patinage des roues arrière et une surchauffe des pneumatiques. C'est surtout lors du premier relais que cette défaillance mécanique n'a pas permis à Verstappen de creuser un écart suffisant pour éviter l'undercut réussi par Hamilton et son stand lors du premier changement de pneus.

### Classement de la course
| Pos. | no | Pilote             | Écurie                | Tours | Temps/Abandon                      | Grille  | Points |
| ---- | -- | ------------------ | --------------------- | ----- | ---------------------------------- | ------- | ------ |
| 1    | 44 | Lewis Hamilton     | Mercedes              | 56    | 1 h 32 min 03 s 897 (200,883 km/h) | 2       | 25     |
| 2    | 33 | Max Verstappen     | Red Bull-Honda        | 56    | + 0 s 745                          | 1       | 18     |
| 3    | 77 | Valtteri Bottas    | Mercedes              | 56    | + 37 s 383                         | 3       | 15 + 1 |
| 4    | 4  | Lando Norris       | McLaren-Mercedes      | 56    | + 46 s 466                         | 7       | 12     |
| 5    | 11 | Sergio Pérez       | Red Bull-Honda        | 56    | + 52 s 047                         | Pitlane | 10     |
| 6    | 16 | Charles Leclerc    | Ferrari               | 56    | + 59 s 090                         | 4       | 8      |
| 7    | 3  | Daniel Ricciardo   | McLaren-Mercedes      | 56    | + 1 min 06 s 004                   | 6       | 6      |
| 8    | 55 | Carlos Sainz Jr.   | Ferrari               | 56    | + 1 min 07 s 100                   | 8       | 4      |
| 9    | 22 | Yuki Tsunoda       | AlphaTauri-Honda      | 56    | + 1 min 25 s 692                   | 13      | 2      |
| 10   | 18 | Lance Stroll       | Aston Martin-Mercedes | 56    | + 1 min 26 s 713                   | 10      | 1      |
| 11   | 7  | Kimi Räikkönen     | Alfa Romeo-Ferrari    | 56    | + 1 min 28 s 864                   | 14      |        |
| 12   | 99 | Antonio Giovinazzi | Alfa Romeo-Ferrari    | 55    | + 1 tour                           | 12      |        |
| 13   | 31 | Esteban Ocon       | Alpine-Renault        | 55    | + 1 tour                           | 16      |        |
| 14   | 63 | George Russell     | Williams-Mercedes     | 55    | + 1 tour                           | 15      |        |
| 15   | 5  | Sebastian Vettel   | Aston Martin-Mercedes | 55    | + 1 tour (dont 10 s de pénalité)   | 20      |        |
| 16   | 47 | Mick Schumacher    | Haas-Ferrari          | 55    | + 1 tour                           | 18      |        |
| 17   | 10 | Pierre Gasly       | AlphaTauri-Honda      | 52    | Dégâts                             | 5       |        |
| 18   | 6  | Nicholas Latifi    | Williams-Mercedes     | 51    | Turbocompresseur                   | 17      |        |
| Abd. | 14 | Fernando Alonso    | Alpine-Renault        | 32    | Freins                             | 9       |        |
| Abd. | 9  | Nikita Mazepin     | Haas-Ferrari          | 0     | Accident                           | 19      |        |

### Pole position et record du tour
- Pole position :  Max Verstappen (Red Bull-Honda) en 1 min 28 s 997 (218,920 km/h)[18].
- Meilleur tour en course :  Valtteri Bottas (Mercedes) en 1 min 32 s 090 (211,567 km/h) au cinquante-sixième tour ; troisième de la course, il remporte le point bonus associé au meilleur tour en course[19].

### Tours en tête
- Max Verstappen (Red Bull-Honda) : 29 tours (1-17 / 28-39)[20]
- Lewis Hamilton (Mercedes) : 27 tours (18-27 / 40-56)

## Classements généraux à l'issue de la course
| Pos. | Pilote           | Écurie                | Points |
| ---- | ---------------- | --------------------- | ------ |
| 1    | Lewis Hamilton   | Mercedes              | 25     |
| 2    | Max Verstappen   | Red Bull-Honda        | 18     |
| 3    | Valtteri Bottas  | Mercedes              | 16     |
| 4    | Lando Norris     | McLaren-Mercedes      | 12     |
| 5    | Sergio Pérez     | Red Bull-Honda        | 10     |
| 6    | Charles Leclerc  | Ferrari               | 8      |
| 7    | Daniel Ricciardo | McLaren-Mercedes      | 6      |
| 8    | Carlos Sainz Jr. | Ferrari               | 4      |
| 9    | Yuki Tsunoda     | AlphaTauri-Honda      | 2      |
| 10   | Lance Stroll     | Aston Martin-Mercedes | 1      |

| Pos. | Écurie                | Points |
| ---- | --------------------- | ------ |
| 1    | Mercedes              | 41     |
| 2    | Red Bull-Honda        | 28     |
| 3    | McLaren-Mercedes      | 18     |
| 4    | Ferrari               | 12     |
| 5    | AlphaTauri-Honda      | 2      |
| 6    | Aston Martin-Mercedes | 1      |

## Statistiques
Le Grand Prix de Bahreïn 2021 représente :
- la 4e pole position de Max Verstappen[23] ;
- la 96e victoire de Lewis Hamilton[24] ;
- la 116e victoire de Mercedes en tant que constructeur[25] ;
- la 202e victoire de Mercedes en tant que motoriste[26] ;
- la 300e victoire d'un pilote britannique[27] ;
- le 200e podium de Honda en tant que motoriste[28] ;
- le 400e Grand Prix pour Pirelli, présent lors du premier Grand Prix de l'histoire de la Formule 1 comptant pour le championnat du monde et manufacturier unique depuis 2011[29] ;
- le 1er Grand Prix de Yuki Tsunoda, Mick Schumacher et Nikita Mazepin[30],[31],[32] ;
- le 1er Grand Prix d'Alpine F1 Team en tant que constructeur[33] ;
- les 1ers points de Yuki Tsunoda[34] ;
- le 1er point d'Aston Martin en tant que constructeur[35].

Au cours de ce Grand Prix :
- Lewis Hamilton avec 5 126 tours en tête, bat le précédent record établi par Michael Schumacher en 2011[36],[37],[38] ;
- Lewis Hamilton, en remportant au moins une victoire pour la quinzième année consécutive, égale le record de Michael Schumacher[39] ;
- En partageant le podium pour la quatorzième fois, le trio Hamilton-Verstappen-Bottas égale un record dans ce domaine[40] ;
- Pour la première fois depuis 2013, Mercedes ne prend pas la pole position du premier Grand Prix de la saison[41] ;
- Sergio Pérez est élu « Pilote du jour » à l'issue d'un vote organisé sur le site officiel de la Formule 1[42] ;
- Emanuele Pirro (37 départs en Grands Prix de Formule 1, 3 points inscrits entre 1989 et 1991 et quintuple vainqueur des 24 Heures du Mans en 2000, 2001, 2002, 2006 et 2007) est nommé conseiller auprès des commissaires de course par la FIA pour les aider dans leurs jugements[43].